# Waldperger Ferenc
Waldperger Ferenc (Trencsén, 1759. szeptember 21. – Nagylévárd, 1806. január 12.) katolikus plébános.

## Élete
A teológiát 1781-től Budán, 1784. június 1-jétől Pozsonyban végezte. 1785-ben fölszenteltetett. Karkáplán volt Nagyszombatban, 1786-ban káplán Selmecbányán, majd Pozsonyban. 1801-ben plébános lett Nagylévárdon és ott is hunyt el.

## Műve
- Panegyricus divo Stephano primo Hungariae regi… Anno… 1780. die 20. Augusti. Tyrnaviae. (Budán nyomatott.)